# Carles (Iloilo)
Carles (Bayan ng Carles) är en kommun i Filippinerna. Kommunen ligger på ön Panay, och tillhör provinsen Iloilo. Folkmängden uppgår till 53 404 invånare.

## Bildgalleri

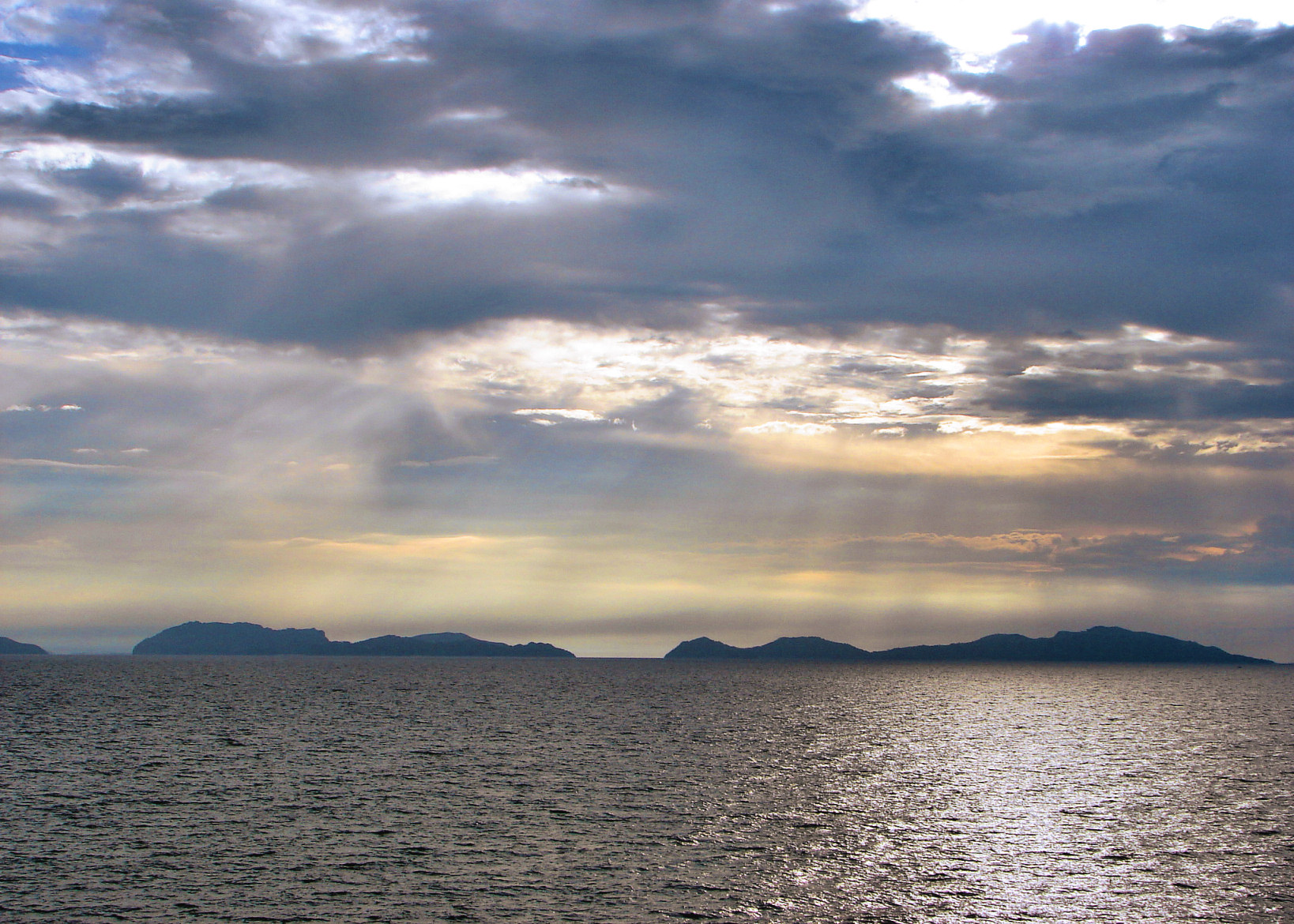

## Barangayer
Carles är indelat i 33 barangayer.
| - Abong - Alipata - Asluman - Bancal - Barangcalan - Barosbos - Punta Batuanan - Binuluangan - Bito-on - Bolo - Buaya | - Buenavista - Isla De Cana - Cabilao Grande - Cabilao Peque - Cabuguana - Cawayan - Dayhagan - Gabi - Granada - Guinticgan - Lantangan | - Manlot - Nalumsan - Pantalan - Poblacion - Punta (Bolocawe) - San Fernando - Tabugon - Talingting - Tarong - Tinigban - Tupaz |